# Concile de Toul
Le concile de Toul, réuni le 1er juin 550, a été conjointement voulu par le roi des Francs Theodebald et l'archevêque de Trèves Nicetius, sous l'épiscopat d'Alodius, évêque de Toul. Ce concile avait pour objet d'examiner les plaintes et les insultes de plusieurs seigneurs Francs qui, ayant violé les anciens canons de l'Église contre les mariages incestueux, avaient été excommuniés par Nicetius, archevêque de Trêves. Mappinius, évêque de Reims, y fut appelé mais Theodebald ne lui ayant pas fait connaître les motifs qui donnaient lieu à la convocation de ce concile, il refusa de s'y rendre, par lettre. Le roi satisfit à sa réclamation et lui écrivit une seconde fois ; ses lettres arrivèrent trop tard et Mappinius ne put obéir.
C'est tout ce que nous savons de ce Concile dont les actes sont perdus. 